# Aeroportul Beni Mavivi
Aeroportul Beni Mavivi (IATA: BNC, ICAO: FZNP) este un aeroport din Republica Democratică Congo ce deservește zona Mavivi⁠(d). A fost numit după Beni, Republica Democrată Congo.
Situat la o altitudine de 1.065 m, aeroportul dispune de 1 pistă.

## Infrastructură

### Piste
Aeroportul dispune de o singură pistă. Pista are orientarea 11/29. 